# San Martín Zapotitlán
San Martín Zapotitlán är en kommunhuvudort i Guatemala.   Den ligger i departementet Departamento de Retalhuleu, i den sydvästra delen av landet, 120 km väster om huvudstaden Guatemala City. San Martín Zapotitlán ligger 523 meter över havet och antalet invånare är 4 419.
Terrängen runt San Martín Zapotitlán är huvudsakligen kuperad, men åt sydväst är den platt. Runt San Martín Zapotitlán är det ganska tätbefolkat, med 160 invånare per kvadratkilometer. Närmaste större samhälle är El Palmar, 5,8 km norr om San Martín Zapotitlán. I omgivningarna runt San Martín Zapotitlán växer huvudsakligen savannskog.